# Strużyny
Strużyny (niem. Flußvorwerk) – osada w Polsce, położona w województwie lubuskim, w powiecie międzyrzeckim, w gminie Bledzew. Wchodzi w skład sołectwa Goruńsko.
W latach 1975–1998 osada położona była w województwie gorzowskim.

## Historia
Niewielka osada położona ok. 3 km na południowy zachód od Bledzewa i 2 km na wschód od Sokolej Dąbrowy. W 1846 r. istniał tu folwark należący do majątku w Goruńsku. W latach 20. XX w. wybudowano kilkuzagrodową kolonię rolniczą.